# Живан Петровић
Живан Петровић (Влакча, код Крагујевцa, 1887 – Београд, 1969) био је српски aртиљеријски поручник и рођени млађи брат првог српског пилота, Михаила Петровића.

## Биографија
Рођен је 1887. у селу Влакча, код Крагујевцa  у Шумадији, некада Опленачки срез Топола.
Активно је учествовао у свим ратовима које је водила српска војска од 1912. до 1918. године. Најпре у Првом и Другом балканском рату, као активни потпоручник - водник митраљеске чете Шестог пука другог позива Дринске дивизије (II) у борбама за ослобођење Косова – старе Србије, у опсади града Скадра и брегалничкој бици. За храброст у наведеним борбама одликован је Сребрном и Златном медаљом за храброст „Милош Обилић“.
Године 1914. са својом јединицом учествовао је у борбама на Дрини и код Шапца, у бици на Церу, на положају - Костајник код Мачковог камена и колубарској бици. За заслуге и храброст у наведеним борбама одликован је орденом „Белог орла“ сa мачевима четвртог реда.
У Првом светском рату као активни потпоручник и од 1915. године поручник, био је водник и командир митраљеске чете у Шестом пуку другог позива Дринске дивизије и 15. пука другог позива Тимочке дивизије. Године 1915. са својом јединицом, као командир митраљеске чете 15. пука другог позива учествовао у одбрани Београда (Кошутњак, Баново брдо, Петлово брдо, Девојачки гроб). За организованост јединица и показану личну храброст у тим борбама, одликован је Карађорђевом звездом са мачевима четвртог реда.
После повлачења преко Црне Горе и Албаније (до Валоне) и извршене реорганизације на Крфу, Петровић је са својом јединицом – 15. пешадијским пуком „Стеван Синђелић“ Тимочке дивизије, као командир митраљеске чете, пребачен на Солунски фронт, где је учествовао у свим борбама до пробоја фронта. Септембра 1916. приликом борбе сa Бугарима, рањен је у главу. За показану храброст у том ратном периоду одликован је: орденом Белог орла с мачевима петог реда и Златном медаљом за храброст „Милош Обилић“.
Носилац је свих ратних споменица: за рат 1912. и 1913. године, Албанске споменице 1915., Споменице за рат 1914. – 1918. годинe. Добио је и неколико пуковских, дивизијских и армијских похвала.
У периоду од 1918. до 1941. године као активни официр, одликован је неколиким мирнодопским одликовањима ( Орден Белог орла без мачева, Орден „Светог Саве“, Југословенска круна ).
Ратни период од 1941. до 1945. године, провео је у Немачкој као ратни заробљеник. Из заробљеништва се вратио у августу 1945. године.
Био је рођени брат Михаила Петровића (1884–1913), првог српског авијатичара – пилота, прве жртве ратног ваздухопловства, који је погинуо мартa 1913. године, извиђајући опседнуту скадарску тврђаву и положаје око ње.
Умро је јунa 1969. у Београду, где је и сахрањен.

## Литературa
- „Витезови Карађорђеве звезде са мачевима“, Томислав С. Влаховић, (1988).